# ヨウ化タンタル(V)
ヨウ化タンタル(V)(Tantalum(V) iodide)は、化学式Ta2I10の無機化合物である。化合物名は、実験式がTaI5であることによる。反磁性の黒色固体で、容易に加水分解する。2つのTaI5ユニットが1対のヨウ化物架橋で繋がる陵共有の複八面体構造である。タンタル中心間の結合は持たない。塩化ニオブ(V)、臭化ニオブ(V)、ヨウ化ニオブ(V)、塩化タンタル(V)、臭化タンタル(V)は、全てこの構造モチーフを共有する。

## 合成と構造
ヨウ化タンタル(V)は、五酸化タンタル(Ta2O5)とヨウ化アルミニウム(AlI3)の反応で合成される。
3 Ta2O5  + 10 AlI3  →  6 TaI5  +  5 Al2O3

## 性質と利用
融解すると、臭素に似た色の蒸気を放つ褐色の液体となる。オレフィンをオリゴマー化する際の触媒として使われる。